# Clutia hirsuta
Clutia hirsuta là một loài thực vật có hoa trong họ Peraceae. Loài này được (Sond.) Müll.Arg. mô tả khoa học đầu tiên năm 1866.